# Шарвьё-Шаваньё
Шарвьё-Шаваньё (фр. Charvieu-Chavagneux) — коммуна во Франции, находится в регионе Рона — Альпы. Департамент коммуны — Изер. Входит в состав кантона Пон-де-Шерюй. Округ коммуны — Вьенн.
Код INSEE коммуны — 38085. Население коммуны на 1999 год составляло 7889 человек. Населённый пункт находится на высоте от 200 до 251 метров над уровнем моря. Муниципалитет расположен на расстоянии около 410 км юго-восточнее Парижа, 26 км восточнее Лиона, 80 км северо-западнее Гренобля. Мэр коммуны — Gérard Dezempte, мандат действует на протяжении 2008—2014 гг.
Динамика населения (INSEE):